# 콩데 미술관
콩데 미술관(프랑스어: Musée Condé, 영어: Condé Museum)은 프랑스 우아즈주, 샹티이에 있는 샹티이성 내부에 있는 미술관 또는 박물관이다. 1897년, 루이 필리프 1세의 아들인 앙리 도를레앙 오말 공작이 성과 그 안의 컬렉션을 프랑스 학술원에 유증하였는데, 여기에는 박물관으로 리모델링된 방과 18세기와 19세기 스타일의 주거 공간으로 남아 있는 방이 포함되어 있었다.

## 소장품

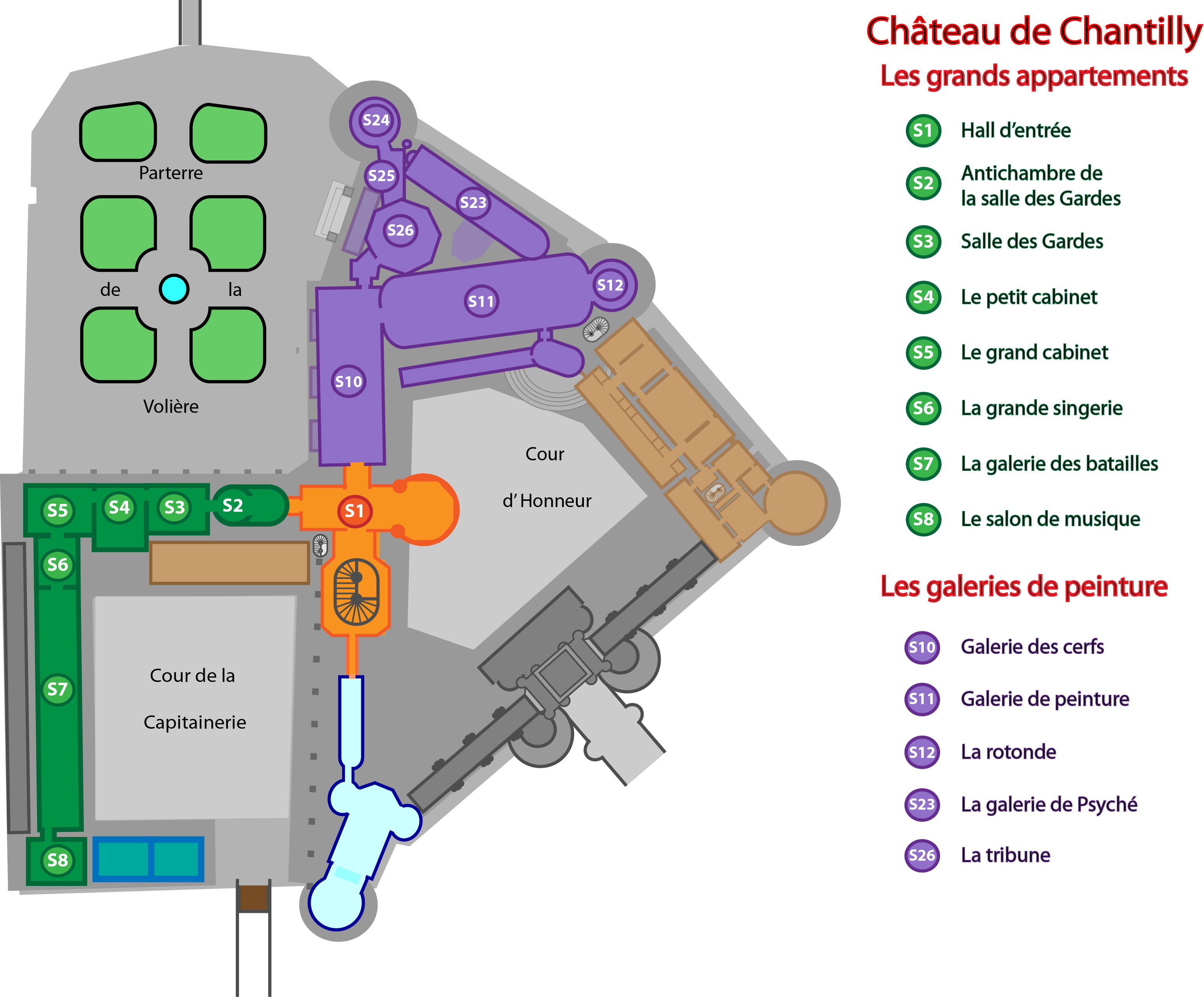
콩데 미술관 지도

콩데 미술관에는 프랑스에서 가장 중요한 컬렉션 중 하나로 볼 수 있는 고전 거장들의 그림 컬렉션이 있다. 콩데 미술관에는 프라 안젤리코의 그림 3점, 라파엘로의 《삼미신》, 《오를레앙의 성모》 등 그림 3점, 니콜라 푸생의 그림 5점, 앙투안 바토의 그림 4점, 장오귀스트도미니크 앵그르의 서명이 있는 그림 5점 등 주로 이탈리아와 프랑스 작품들이 소장되어 있다.
미술관에는 2,500점의 그림 컬렉션과 1,500점의 사본이 있는 고서 전시실이 있으며, 그 중 200점은 그림으로 장식된 채식필사본이다. 고서 전시실에 소장된 채식필사본 중 가장 유명한 것은 '베리공의 매우 호화로운 기도서'이다. 이 외에도 인쇄물, 초상화 미니어처, 조각품, 골동품, 오래된 사진, 장식 예술품, 가구, 도자기 등이 소장되어 있다.
이 컬렉션은 오말 공작이 유증할 당시 붙였던 조건으로 인해 오직 샹티이에서만 볼 수 있다. 이에 따라 다른 기관에 콩데 미술관의 소장품을 대여하는 것이 금지되어 있으며, 전시 공간을 어떤 식으로든 변경할 수 없다. 그 결과, 미술관은 1898년 개관 이래로 거의 변화 없이 유지되고 있다. 매년 약 25만 명 정도의 방문객이 콩데 미술관을 방문한다.

## 갤러리

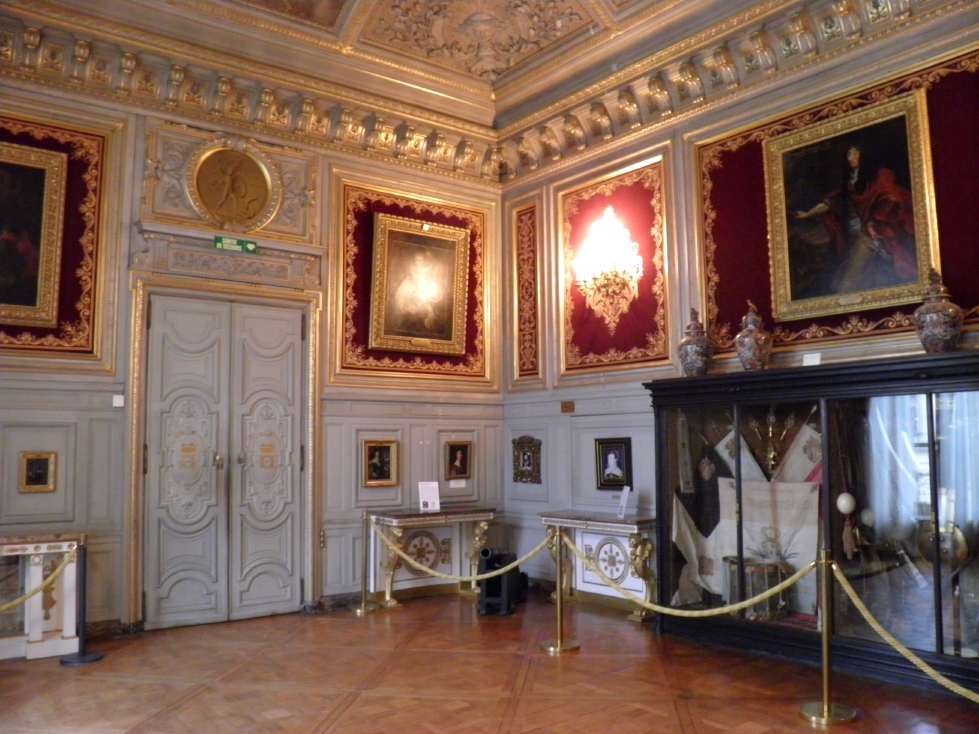
Salle des gardes
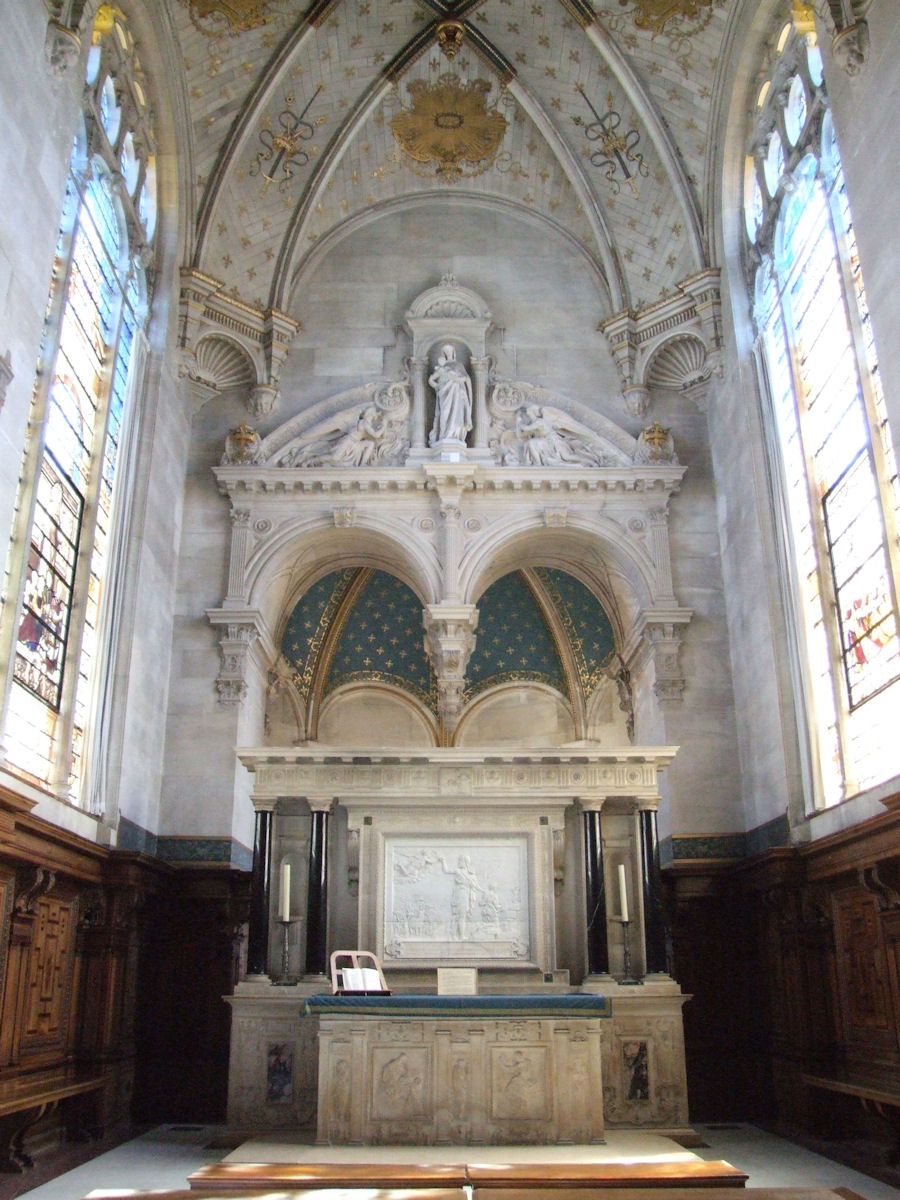
생루이 예배당
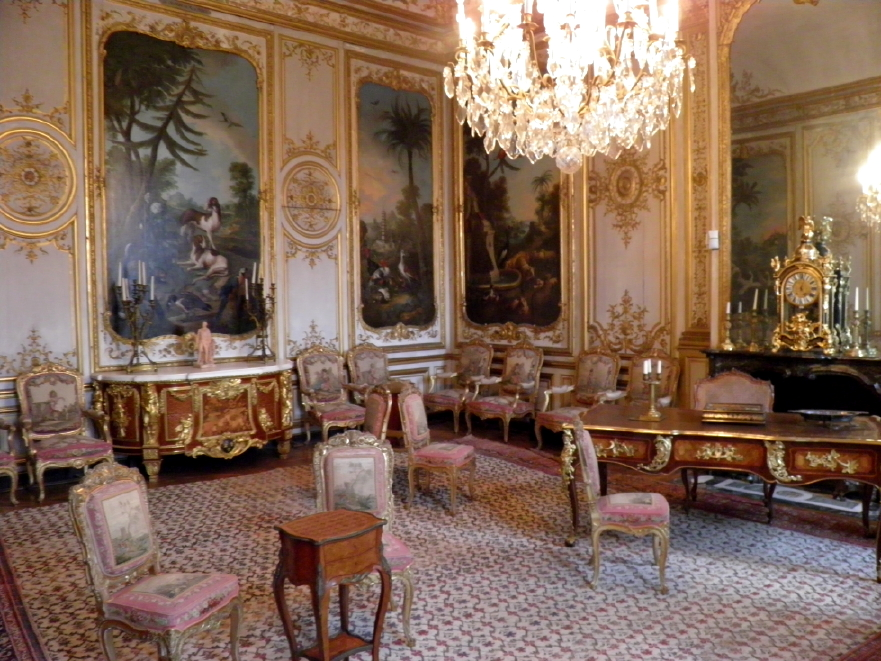
그랑 아파르트망
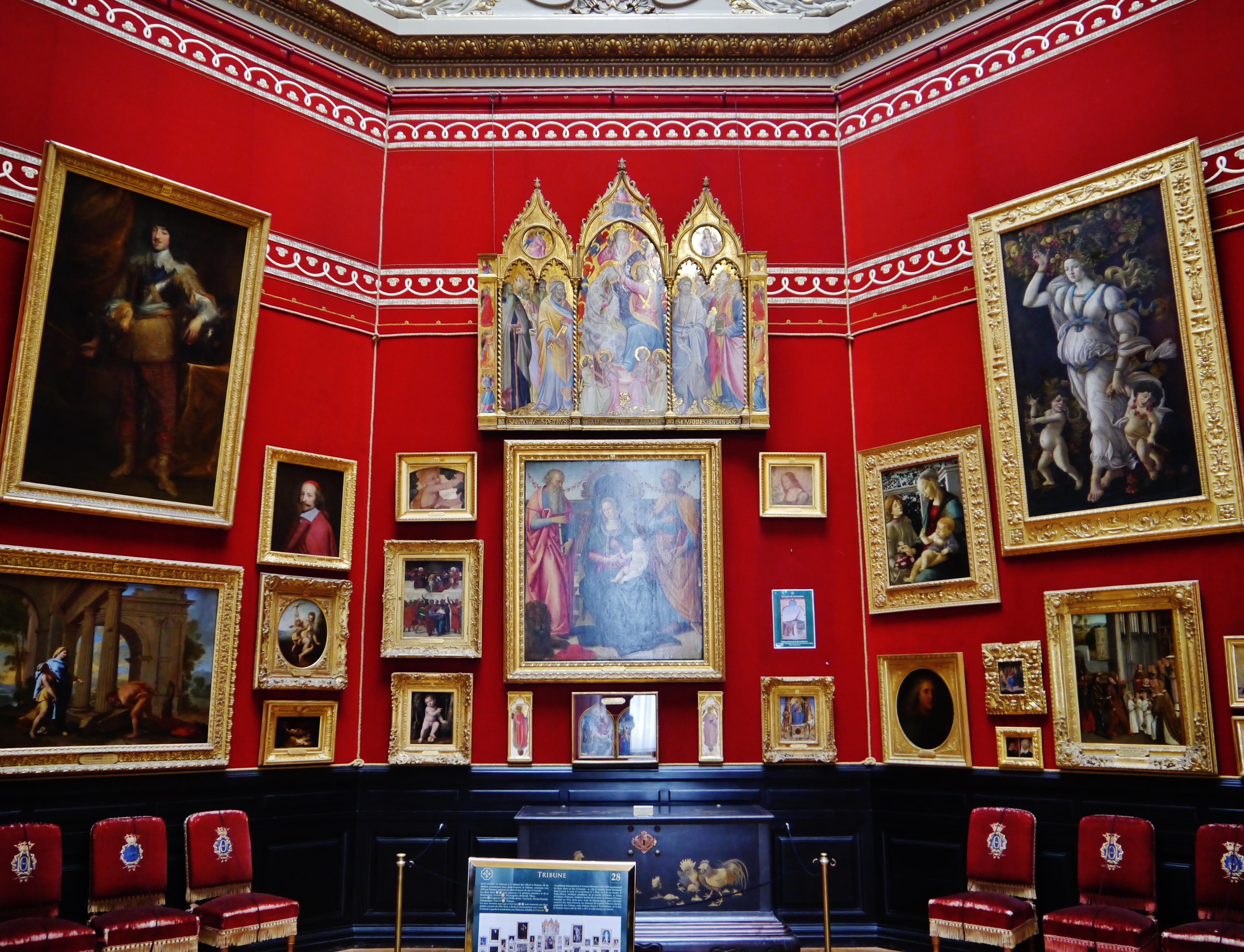
라 트리뷴(La Tribune)
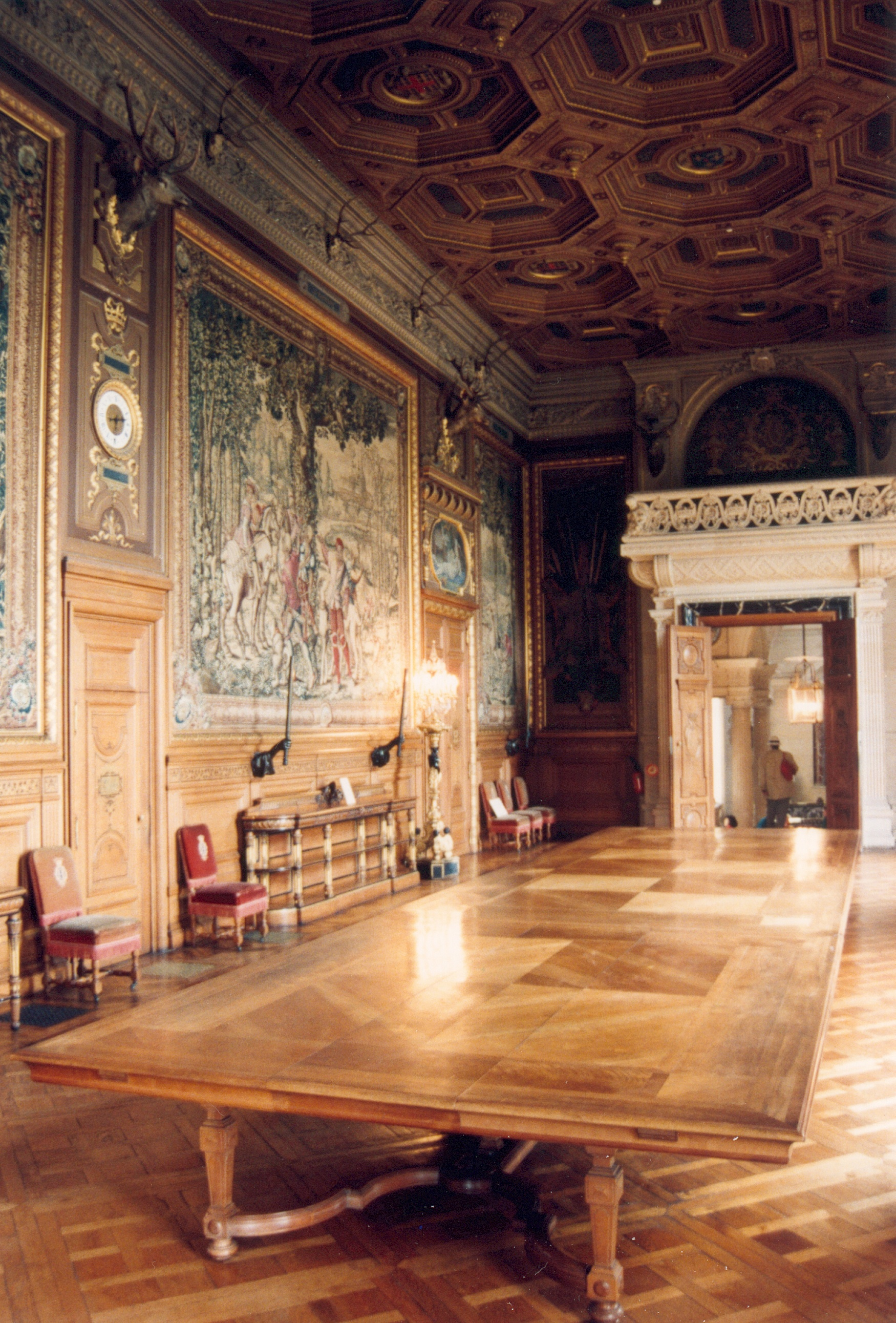
Galerie des cerfs